# Kostel Nejsvětější Trojice (Kluž)

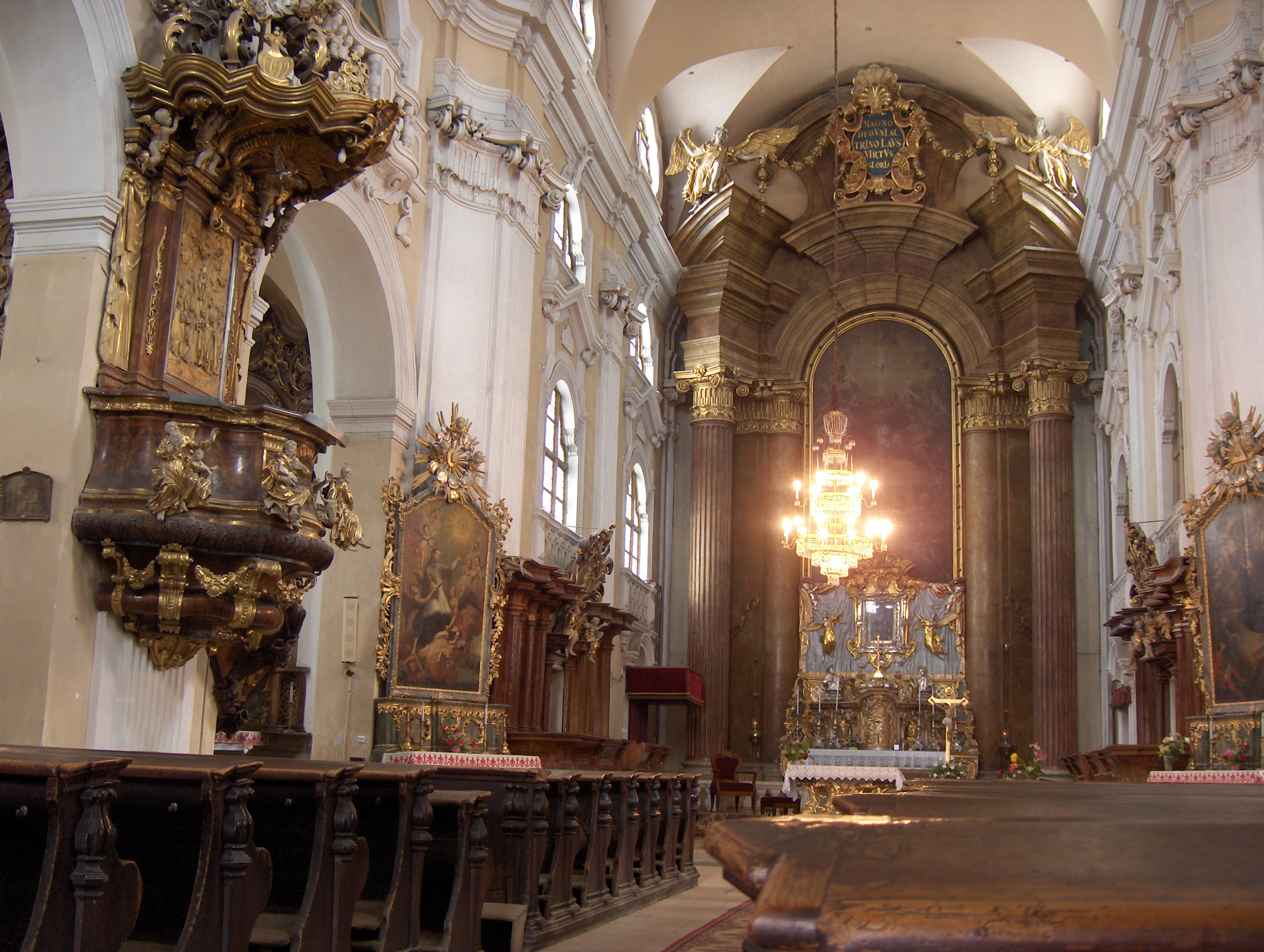
Interiér chrámu

Piaristický kostel v rumunském městě Kluž je římskokatolický kostel postavený v letech 1718 až 1724. Administrativně spadá do Diecéze Alba Iulia.

## Dějiny
Jde o první římskokatolický kostel postavený na území Sedmihradska po období reformace. Během reformace se velká část maďarského a německého obyvatelstva přiklonila k protestantismu (luteráni, kalvínci, unitáři). Po příjezdu jezuitů se část protestantského obyvatelstva vrátila do římskokatolické církve. Kostel byl původně postaven v letech 1718 až 1724 jako jezuitský, ale po zrušení Tovaryšstva Ježíšova papežem v roce 1773 ho císařovna Marie Terezie věnovala piaristům.
12. srpna 1956 se před kostelem uskutečnila velká manifestace příslušníků řeckokatolické církve, v roce 1949 zrušené komunistickým režimem. Většina z aktérů manifestace byla později odsouzena a uvězněna rumunským režimem.

## Architektura
Piaristický kostel nese typické znaky barokního architektonického stylu 18. století. Chrám zdobí dvě monumentální věže vysoké 24 metrů. Délka stavby dosahuje 45 metrů. Interiér chrámu je bohatě vyzdoben. Hlavní oltář zdobí obraz Nejsvětější Trojice, jejíž je chrám i zasvěcený. V chrámu se nacházejí sochy sv. Ignáce z Loyoly a sv. Františka Xaverského, jakož i množství jiných soch a obrazů.